# 추출
1. 교반 막대
2. 증류 플라스크 (증류 플라스크는 너무 채우지 않아야 하며, 증류 플라스크 내 용매의 부피는 속슬레 챔버 부피의 3~4배여야 한다)
3. 증류 경로
4. 딤블
5. 고체
6. 사이펀 상단
7. 사이펀 출구
8. 확장 어댑터
9. 응축기
10. 냉각수 출구
11. 냉각수 입구

두 개의 섞이지 않는 액체를 보여주는 분별 깔때기 개략도. 여기서 1은 2보다 밀도가 낮은 모든 상이다. 상 1은 일반적으로 유기 용매이고 2는 수성 상이다.

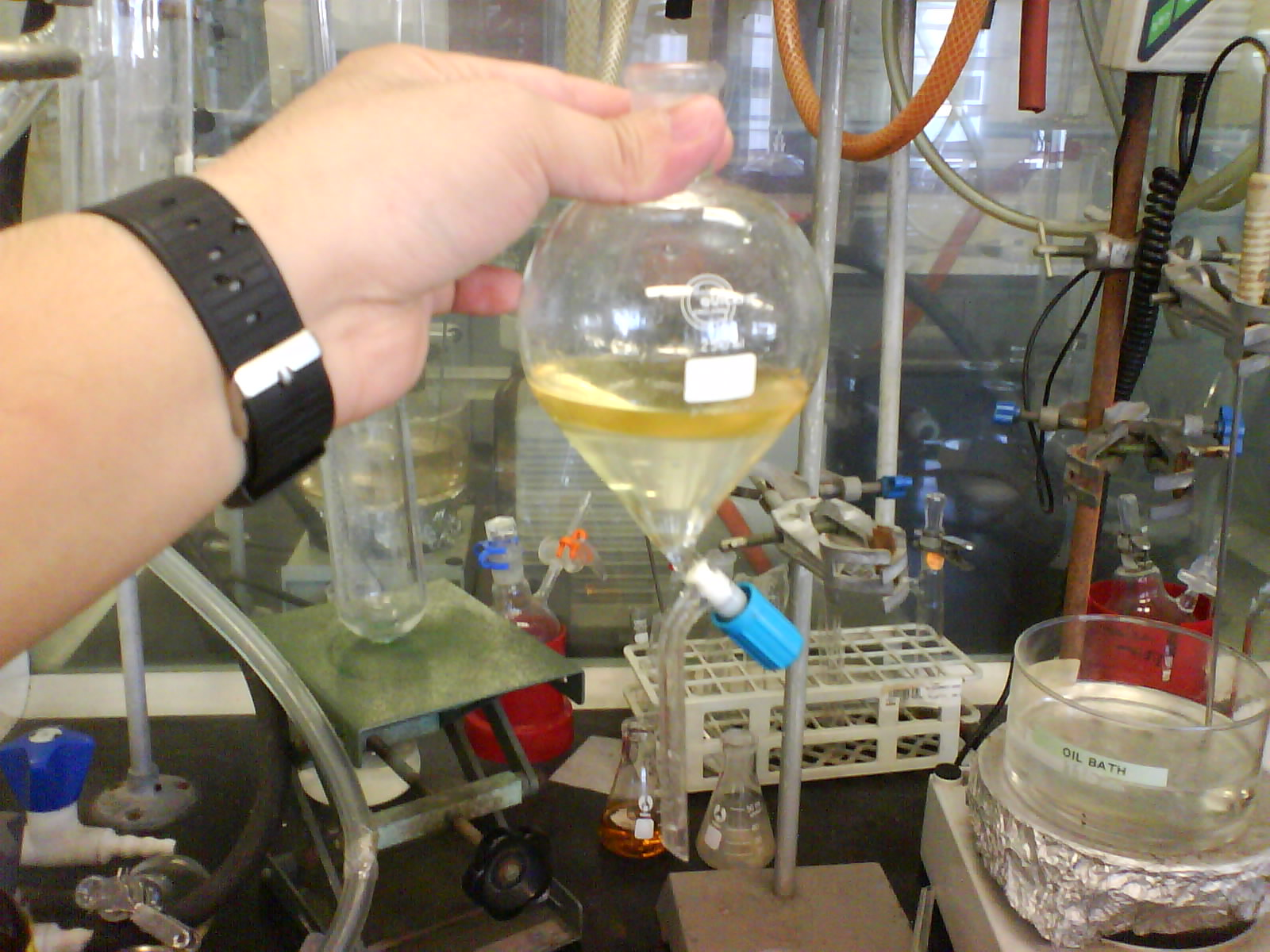
실험실 규모 액체-액체 추출. 섞이지 않는 두 액체의 실험실 규모 추출을 보여주는 분별 깔때기 사진: 액체는 다이에틸 에터 상층부와 하층부 수성 상이다.

속슬레 추출기의 개략도:

추출(抽出, 영어: extraction)은 매트릭스로부터 물질을 분리하는 분리 과정이다. 두 상 사이의 용질 분포는 분배 이론으로 설명되는 화학 평형 조건이다. 이는 분석물이 초기 용매에서 추출 용매로 정확히 어떻게 이동하는지에 기반한다. 세척이라는 용어는 원하는 화합물을 포함하는 용매에서 불순물을 추출하는 추출을 지칭하는 데에도 사용될 수 있다.

## 추출의 종류
- 액체-액체 추출
  - 산염기 추출
  - 초임계유체 추출
- 고체-액체 추출
  - 고체상 추출
  - 침연
  - 초음파 보조 추출
  - 마이크로파 보조 추출
  - 열 환류 추출
  - 순간 제어 압력 강하 추출 (Détente instantanée contrôlée)
- 막 추출

## 실험실 적용 및 예시
실험실에서 액체-액체 추출은 일반적으로 분별 깔때기를 사용하며, 여기서 두 개의 섞이지 않는 상이 결합되어 각 상에서의 상대적 용해도에 따라 한 상에서 다른 상으로 용질을 분리한다. 일반적으로 이는 유기 화합물을 수성 상에서 유기 상으로 추출하는 것이지만, 유기 상에서 수용성 불순물을 수성 상으로 추출하는 것도 포함할 수 있다.
일반적인 추출제는 힐데브란트 용해도 매개변수에 따라 극성 증가 순서로 배열될 수 있다:
아세트산 에틸 < 아세톤 < 에탄올 < 메탄올 < 아세톤:물 (7:3) < 에탄올:물 (8:2) < 메탄올:물 (8:2) < 물
실험실 규모의 고체-액체 추출은 속슬레 추출기를 사용할 수 있다. 불순물과 함께 원하는 화합물을 포함하는 고체 샘플은 딤블에 놓인다. 불순물은 불용성이며 원하는 화합물은 적어도 제한적인 용해도를 갖는 추출 용매가 선택된다. 용매는 환류되고 응축된 용매는 딤블로 떨어져 원하는 화합물을 용해시키고, 이는 필터를 통해 다시 플라스크로 돌아간다. 추출이 완료되면 용매를 제거하고 원하는 제품을 수집할 수 있다.

## 일상생활에서의 적용 및 예시
물에 찻잎을 끓여 탄닌, 테오브로민, 카페인을 잎에서 물로 추출하는 것은 고체-액체 추출의 한 예이다.
차와 커피의 디카페인 과정 또한 추출의 한 예로, 카페인 분자가 찻잎이나 커피콩에서 제거되며, 종종 CO2를 이용한 초임계 유체 추출 또는 표준 고체-액체 추출 기술이 활용된다.

## 같이 보기
- 시료 전처리
- 용매
- 용매 함침 수지
- 박층 추출
- 용탈

## 더 읽을거리
- 《Fundamentals of Analytical Chemistry》 8판.
- Gunt Hamburg, 2014, Thermal Process Engineering: Liquid-liquid extraction and solid-liquid extraction, see , accessed 12 May 2014.
- Colin Poole & Michael Cooke, 2000, Extraction, in Encyclopedia of Separation Science, 10 Vols., ISBN 9780122267703, accessed 12 May 2014.
- Stevens, G.W.; Lo, Teh C.; Baird, Malcolm H. I. (2007). 〈Extraction, Liquid-Liquid〉. 《Kirk-Othmer Encyclopedia of Chemical Technology》 (영어) 1판. Wiley. doi:10.1002/0471238961.120917211215.a01.pub2. ISBN 978-0-471-48494-3. 2014년 5월 12일에 확인함.
- Voeste, T.; Weber, K.; Hiskey, B.; Brunner, G. (2006). 〈Liquid–Solid Extraction〉. 《Ullmann's Encyclopedia of Industrial Chemistry》 (영어) 1판. Wiley. doi:10.1002/14356007.b03_07.pub2. ISBN 978-3-527-30385-4. doi:10.1002/14356007.b03_07.pub2. 2014년 5월 12일에 확인함.
- R. J. Wakeman, 2000, "Extraction, Liquid-Solid", in Kirk-Othmer Encyclopedia of Chemical Technology, doi:10.1002/0471238961.1209172123011105.a01, accessed 12 May 2014.
- M.J.M. Wells, 2000, "Essential guides to method development in solid-phase extraction," in Encyclopedia of Separation Science, Vol. 10 (I.D. Wilson, E.R. Adlard, M. Cooke, and C.F. Poole, eds.), London:Academic Press, London, 2000, pp. 4636–4643.  ISBN 978-0122267703

## 같이 보기
- 여과